# 7 ящиков
«7 ящиков» (исп. 7 cajas) — парагвайский криминальный триллер режиссёров Хуана Карлоса Манельи и Таны Шембори, вышедший на экраны в 2012 году.

## Сюжет
17-летний Виктор, зарабатывающий на жизнь доставкой грузов на рынке в Асунсьоне, мечтает о самом современном мобильном телефоне. Поэтому когда работник мясной лавки дона Дарио предлагает ему сто долларов за доставку семи таинственных ящиков, парень без раздумий соглашается. Блуждая по рынку с тележкой, Виктор должен избегать множества опасностей. Прежде всего, полиция может обыскать его груз. Далее нужно остерегаться Нельсона, другого грузчика на рынке, который обычно выполняет такого рода задания и сейчас принимается всюду разыскивать парня. Да и дон Дарио, узнав, что ящики доверены совершенно незнакомому человеку, хочет вернуть их обратно. Вскоре Нельсон, заподозрив необычайную ценность груза, решает действовать самостоятельно и во что бы то ни стало присвоить его себе. Но Виктор вовсе не хочет упускать возможность заработать неплохие деньги…

## В ролях
- Сельсо Франко — Виктор
- Лали Гонсалес — Лиз
- Виктор Соса — Нельсон
- Нико Гарсия — Луис
- Палетита — дон Дарио
- Нелли Давалос — Тамара
- Роберто Кардосо — Гус
- Ману Портильо — офицер Сервиан
- Марио Тоньянес — сержант Осорио

## Награды и номинации
- 2012 — приз молодёжного жюри на кинофестивале в Сан-Себастьяне.
- 2012 — номинация на премию «Открытие» на кинофестивале в Торонто.
- 2013 — номинация на премию «Гойя» за лучший иностранный фильм на испанском языке (Хуан Карлос Манелья, Тана Шембори).
- 2013 — приз зрительских симпатий на кинофестивале в Майями.
- 2013 — специальное упоминание жюри в категории «Новые голоса» на кинофестивале в Палм-Спрингс.
- 2013 — участие в конкурсной программе кинофестиваля в Сиэтле.
- 2013 — участие во внеконкурсной программе Московского международного кинофестиваля.